# Toğrul Əsgərov

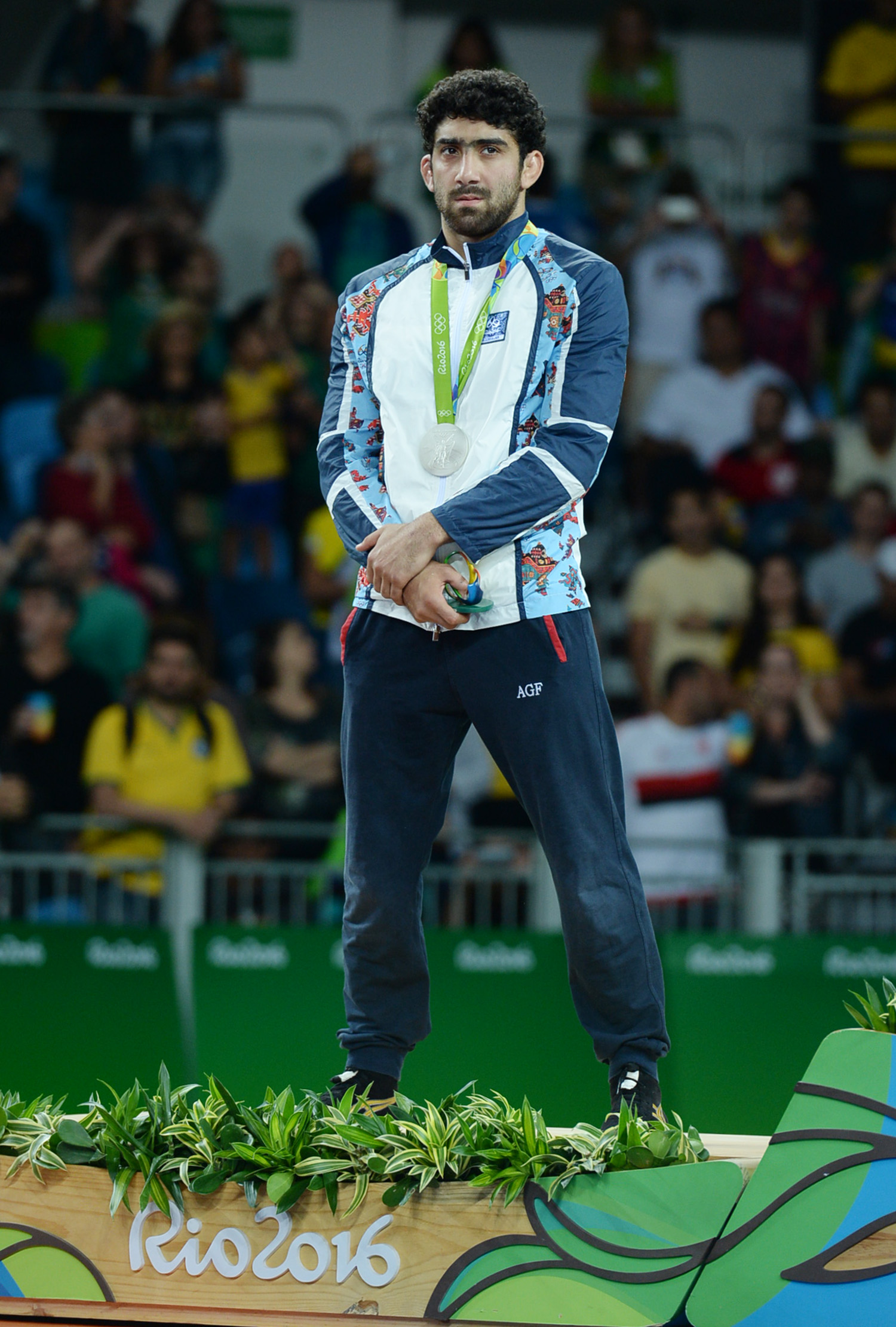
Əsgərov als Silbermedaillengewinner bei der Siegerehrung in Rio de Janeiro 2016

Toğrul Şəhriyar oğlu Əsgərov (auch Toghrul Asgarov; * 17. September 1992 in Gəncə) ist ein aserbaidschanischer Ringer. Er wurde im Jahre 2010 Vize-Weltmeister im freien Stil im Bantamgewicht und im Jahre 2012 Olympiasieger im Federgewicht.

## Werdegang
Toğrul Əsgərov begann als Jugendlicher im Jahre 2002 mit dem Ringen. Er konzentriert sich dabei auf den freien Stil und gehört dem Sportclub Nefchi Baku an. Sein Trainer ist dort Elchin Zainalow. Er ist Student und steht mit 18 Jahren noch am Anfang seiner Karriere, in der er, speziell im Juniorenbereich, schon außerordentlich erfolgreich war. Bei einer Größe von 1,71 Metern startete er im Bantamgewicht, der Gewichtsklasse bis zu 55 kg Körpergewicht, dürfte aber auf Grund seiner Größe bald in das Federgewicht hineinwachsen.
In den Jahren 2008, 2009 und 2010 wurde Toğrul Əsgərov in den einzelnen Altersgruppen der Junioren jeweils Europameister im freien Stil in den Gewichtsklassen bis 46 kg, 54 kg und 55 kg (Bantamgewicht) Körpergewicht. 2010 wurde er in Budapest zudem auch Junioren-Vize-Weltmeister im Bantamgewicht, wobei er im Finale gegen Wladimer Chintschegaschwili aus Georgien, den er bei der Junioren-Europameisterschaft 2010 noch besiegt hatte, knapp mit 1:2 Runden bei 6:6 technischen Punkten verlor.
Sein erster Start bei einer internationalen Meisterschaft war der bei der Weltmeisterschaft 2010 in Moskau. Er kämpfte sich dort im Bantamgewicht mit Siegen über Henry Moki N'Dive Molua, Kamerun, Bajaraagiin Naranbaatar, Mongolei, Ryswan Hadschyjeu, Belarus und Yasuhiro Inaba, Japan bis in das Finale vor, in dem er aber gegen Wiktor Lebedew aus Russland verlor. Als 18-Jähriger und Vize-Weltmeister bewies er damit noch einmal ausdrücklich sein außergewöhnliches Talent. 
Bei der Europameisterschaft 2011 in Dortmund rang Toğrul Əsgərov im Federgewicht und musste dort aber noch einmal Lehrgeld bezahlen Er verlor dort seinen ersten Kampf gegen den routinierten Ukrainer Wassyl Fedoryschyn. Da dieser das Finale nicht erreichte, schied er aus und kam nur auf den 14. Platz.
Im Juli 2011 wurde er in Bukarest Junioren-Weltmeister im Federgewicht und im März 2012 in Belgrad Europameister bei den Senioren, wobei er im Finale Anatoli Guidea aus Bulgarien bezwang. Zum bisherigen Höhepunkt in seiner Laufbahn wurden dann die Olympischen Spiele 2012 in London, wo der 20-Jährige mit Siegen über Tim Schleicher, Deutschland, Kenichi Yumoto, Japan, Coleman Lewis Scott, Vereinigte Staaten und den vierfachen Weltmeister und Bronzemedaillengewinner von den Olympischen Spielen 2008 Bessik Kuduchow aus Russland Olympiasieger wurde.
Bei den Olympischen Spielen 2016 in Rio de Janeiro gewann er Silber im Leichtgewicht.

## Internationale Erfolge
| Jahr | Platz  | Wettbewerb                                  | Gewichtskl.  | Ergebnis |
| 2008 | 1.     | Junioren-EM (Cadets) in Daugavpils/Lettland | bis 46 kg KG | vor Zurabi Iakobischwili, Georgien u. Ozbechan Güclü, Türkei |
| 2009 | 1.     | Junioren-EM (Cadets) in Zrenjanin/Serbien   | bis 54 kg KG | vor Chabib Batirow, Russland, Mate Krasznai, Ungarn u. Maxim Perpeliță, Moldawien |
| 2010 | 1.     | Junioren-EM in Samokow/Bulgarien            | Bantam       | vor Wladimer Chintschegaschwili, Georgien, Krum Tschuchurow, Bulgarien u. Rustam Ampar, Russland                                                                                            |
| 2010 | 2.     | Junioren-WM in Budapest                     | Bantam       | mit Siegen über Ibrahim Farag Abdelhakim, Ägypten, Jacob Hergenhein, Kanada, Kyohei Yago, Japan u. Nodirjon Safarow, Usbekistan u. einer Niederlage gegen Wladimer Chintschegaschwili       |
| 2010 | 2.     | WM in Moskau                                | Bantam       | mit Siegen über Henry Moki N'Dive Molua, Kamerun, Bajaraagiin Naranbaatar, Mongolei, Ryswan Hadschyjeu, Belarus u. Yasuhiro Inaba, Japan u. einer Niederlage gegen Wiktor Lebedew, Russland |
| 2010 | 1.     | Henry-Deglane-Memorial in Nizza             | Feder        | vor Aboubakow Aschabou, Marokko, Adama Diatta, Frankreich u. Junior Castillo, Spanien |
| 2011 | 14.    | EM in Dortmund                              | Feder        | nach einer Niederlage gegen Wassyl Fedoryschyn, Ukraine |
| 2011 | 1.     | Junioren-Welt-Cup in Plauen                 | Feder        | vor Behnam Ehsanpoor, Iran und Zurar Iakobaschwili, Georgien |
| 2011 | 3.     | Golden-Grand-Prix in Baku                   | Feder        | hinter Selimchan Husseinow und Agahüseyin Mustafejew, beide Aserbaidschan |
| 2011 | 1.     | Junioren-WM in Bukarest                     | Feder        | nach Siegen über Wolodja Franguljan, Armenien, Maruf Nurillajew, Usbekistan, Murschid Mutalimow, Russland, Ömer Uzan, Türkei und Logan Stieber, USA                                         |
| 2011 | 3.     | Moscow Lights                               | Feder        | hinter Rasul Murtasalijew und Opan Sat, beide Russland |
| 2012 | 1.     | EM in Belgrad                               | Feder        | vor Anatoli Guidea, Bulgarien, Malchaz Zarkua, Georgien und Rasul Murtasalijew |
| 2012 | 1.     | Olympia-Qualif.-Turnier in Sofia            | Feder        | vor Anatoli Guidea, Selahattin Kilicsallay, Türkei und Wassyl Fedoryschyn |
| 2012 | Gold   | OS in London                                | Feder        | nach Siegen über Tim Schleicher, Deutschland, Kenichi Yumoto, Japan, Coleman Lewis Scott, USA und Bessik Kuduchow, Russland                                                                 |
| 2016 | Silber | OS in Rio de Janeiro                        | Leicht       | |

## Erläuterungen
- alle Wettbewerbe im freien Stil
- OS = Olympische Spiele, WM = Weltmeisterschaften, EM = Europameisterschaften
- Bantamgewicht ist Gewichtsklasse bis 55 kg, Federgewicht bis 60 kg, Leichtgewicht bis 66 kg Körpergewicht

## Weblink
Profil von Toğrul Əsgərov bei United World Wrestling
| Personendaten    | Personendaten              |
| ---------------- | -------------------------- |
| NAME             | Əsgərov, Toğrul            |
| ALTERNATIVNAMEN  | Asgarov, Toghrul           |
| KURZBESCHREIBUNG | aserbaidschanischer Ringer |
| GEBURTSDATUM     | 17. September 1992         |
| GEBURTSORT       | Gəncə                      |